# Golf Club Gut Lärchenhof
Golf Club Gut Lärchenhof is een golfbaan in Pulheim-Stommeln (Noordrijn-Westfalen), een vijftiental kilometer ten noordwesten van Keulen. Het is de eerste en tot nog toe enige golfbaan in Duitsland die ontworpen is door Jack Nicklaus.

## Golfclub
In 1995 ging de drivingrange vast open, in 1996 werden de eerste negen holes geopend en in 1997 werd de volledige baan geopend door Jack Nicklaus en Alex Cejka. 
De par van de baan is 72. De baan is vlak, op hole 8, 9 en 18 is water langs de fairway. Op hole 16, een par 5, is water rechts voor de green.

## Toernooien
- 1998-2005: Linde German Masters
- 2007-2009: Mercedes-Benz Kampioenschap
- 2012-: BMW Internationaal Open (enkel de even jaren)